# Parelheiros (district van São Paulo)
Parelheiros is een district van de stad São Paulo in Brazilië. Het district is gelegen in de gelijknamige onderprefectuur. Het is na het zuidelijker gelegen Marsilac, het grootste district van de stad. In het district zijn er twee dorpen waar er zo'n 1.000 Guaraní wonen. De regio kreeg in het begin van de 19de eeuw ook vele Duitse immigranten.

## Geografie

### Buurten
- Barragem
- Bosque do Sol
- Casa Grande
- Chácara Ana
- Chácara Lago Grande
- Chácara Santo Hubertos
- Chácara São Sebastião
- Chácara São Silvestre
- Chácara Schunck
- Cidade Luz
- Cidade Satélite
- Colônia
- Condomínio Palmeiras
- Curucutu
- Embura
- Itaim de Parelheiros
- Jaceguava
- Jardim Aladim
- Jardim dos Álamos
- Jardim Almeida
- Jardim Alviverde

- Jardim Campo Belo
- Jardim das Fontes
- Jardim das Laranjeiras
- Jardim do Bosque
- Jardim do Centro
- Jardim Herplin
- Jardim Iporã
- Jardim Itaim
- Jardim Juçara
- Jardim Maria Amália
- Jardim Maria Borba
- Jardim Novo Parelheiros
- Jardim Paulo Afonso
- Jardim Progresso
- Jardim Ramala
- Jardim Santa Cruz
- Jardim Santa Teresinha
- Jardim Santa Fé
- Jardim São Joaquim
- Jardim São Norberto
- Jardim Silveira

- Jardim Vera Cruz
- Parque Terceiro Lago
- Parque Sumaré
- Parque Florestal
- Parque Recreio[1]
- Praia Paulistana
- Rancho Alegre
- Recanto Campo Belo
- Recanto do Papai
- Sítio Casa Grande
- Sítio Santa Cecília
- Sítio Vale Verde
- Sumaré
- Vargem Grande Parelheiros
- Vila Bororé
- Vila Esperança
- Vila Isabel
- Vila Marcelo
- Vila Nova Esperança
- Vila Roschel

### Aangrenzende districten en gemeenten
Het district Parelheiros grenst aan de districten Cidade Dutra, Grajaú, Jardim Ângela en Marsilac. En aan de gemeenten Embu-Guaçu, Itapecerica da Serra en São Bernardo do Campo.

### Beschermde bosgebieden
- Área de Proteção Ambiental do Bororé-Colônia
  - Parque Natural Municipal do Itaim
- Área de Proteção Ambiental Capivari-Monos
  - Parque Natural Municipal Cratera de Colônia

### Hydrografie
Het district ligt tussen de stuwmeren Represa Billings en Represa de Guarapiranga, die beide uitmonden in de rivier de Pinheiros.